# 舞鶴市立岡田中学校
舞鶴市立岡田中学校（まいづるしりつ おかだちゅうがっこう）は、かつて京都府舞鶴市岡田由里にあった公立中学校である。

## 概要
- 西舞鶴市街地から約13km離れた加佐地区にある、一級河川由良川や山々に囲まれた自然豊かな環境にある。
- 2011年4月、舞鶴市立由良川中学校と統合し、舞鶴市立加佐中学校となった（校舎は岡田中学校を使用）。

## 沿革
- 1947年（昭和22年）：岡田上・中・下の3か村組合立新制中学が設置される
- 1948年（昭和23年）：校歌制定
- 1949年（昭和24年）：漆原分校（漆原中学校）を吸収
- 1955年（昭和30年）：加佐町発足のため、加佐町立岡田中学校に改称
- 1957年（昭和32年）：加佐町が舞鶴市と合併したため、舞鶴市立岡田中学校に改称
- 2004年（平成16年）：台風23号の被害を受け、グラウンドが完全に水没する
- 2011年（平成23年）3月31日を以って閉校。翌4月1日、由良川中学校と統合し加佐中学校が開校。

## 周辺
- 由良川
- 京都縦貫自動車道舞鶴大江IC
- 京都府道570号西方寺岡田由里線

## 主な出身著名人
真霜 拳號(プロレスラー)